# Armoiries de Nauru

Armoiries de Nauru

Les armoiries de Nauru ont été créées en 1968 à l'occasion de l'indépendance de Nauru et ont commencé à être utilisées dans le début des années 1970.

## Description et symbolique
Ces armoiries sont constituées d'un bouclier encadré par les symboles des chefs tribaux (dents de requins, cordes de palmiers et plumes de frégate). L'ensemble est surmonté de l'étoile blanche à douze branches reprise du drapeau de Nauru symbolisant l'île de Nauru, le phosphate (le blanc) et les douze tribus à l'origine de la population de l'île (les douze branches). Le tout est couronné d'un ruban sur lequel est marqué Naoero, le nom de Nauru en nauruan. La devise de l'île God's will first (La volonté de Dieu en premier) inscrite sur un autre ruban constitue la partie inférieure des armoiries.
Dans la partie supérieure du bouclier, le symbole chimique du phosphore (en référence au minerai de phosphate de l'île) est représenté sur un fond tissé d'or (en référence au peuple de Nauru). L'oiseau sur fond de vagues bleues dans la partie inférieure gauche est une frégate (en référence à la faune). La partie inférieure droite contient la représentation d'une branche fleurie de takamaka (en référence à la flore).